# Ingolf Røjbæk
Augustinus Ingolf Røjbæk (24. juni 1914 i København – 11. december 1996 sammesteds) var en dansk maler.
Røjbæk gik først på Frederiksberg Tekniske Skole 1934-37 og derefter på Kunstakademiet i København hos Elof Risebye 1938-45. Ingolf Røjbæk blev i sin studietid påvirket af Elof Risebyes billedstil. Han konverterede til katolicismen og beskæftigede sig senere især sig med kirkekunst.
Han debuterede på Kunstnernes Efterårsudstilling i 1937 og udstillede på Charlottenborg Forårsudstilling 1940-78 samt på Charlottenborg Efterårsudstilling 1942-59. I 1968 deltog han i udstillingerne "Ny kunst i kirkerne" i Helligåndshuset, København og "Moderne dansk kirkekunst" i Basel i 1969. I 1980 deltog han i udstillingen "Kirkelig kunst" i Billund. Hans figurstil er præget af enkle linjer og en fin behersket farveholdning.

## Kirkeudsmykning
- Ikast Kirke mosaikvinduer (i samarbejde med Gunnar Hansen) (1948),
- Vester Allinge Kirke (Sønderhald hr.) farvesætning (1951),
- Hammelev Kirke altertavlebillede (1953),
- Sæby Kirke (Skive Kommune) (1953), Tjæreborg kirke korloft (1956), Homå kirke alterbillede (1957),
- Tvilum Kirke prædikestolens felter (1957)
- Asnæs Kirke prædikestolens felter (1965),
- Klovborg Kirke fresker på prædikestol (1961),
- Bakkendrup Kirke glasmosaikker (1962),
- Vinding Kirke alterbillede (1963),
- Brøndum Kirke alterbillede (1964),
- Gauerslund Kirke alterbilleder i altertavle fra o.1600 (1966),
- Gørlev Kirke glasmosaikker (1966),
- Torsted Kirke alterbillede (1967),
- Messiaskirken kors på alter (1969), Højen kirke alterbillede (1969)
- Hundstrup Kirke (Skive Kommune) alterbillede (1972), Grevinge kirke glasmosaikker (1974),
- Måbjerg Kirke prædikestol.